# Айяри, Таха
Таха Айяри (швед. Taha Ayari; род. 10 мая 2005, Сольна, Стокгольм) — шведский футболист, полузащитник клуба АИК.

## Клубная карьера
Является воспитанником академии столичного АИК, где выступал за различные юношеские команды. С осени 2021 года начал тренироваться с основной командой, приняв участие в одной из контрольных встреч. Весной 2022 года проходил просмотр в нидерландском «Фейеноорде». В конце августа впервые попал в официальную заявку клуба на игру чемпионата с «Хаммарбю», но на поле не появился. 31 августа впервые сыграл за основной состав в матче второго раунда кубка страны с «Худиксваллем», появившись на поле в середине второго тайма вместо Набиля Бауи. 4 сентября дебютировал в Алльсвенскане за АИК во встрече с «Сундсваллем», появившись на поле на 87-й минуте вместо своего брата. 18 октября того же года подписал с клубом первый профессиональный контракт, рассчитанный до конца 2025 года.

## Карьера в сборной
Выступал за юношеские сборные Швеции различных возрастов. В сентябре 2022 года за сборную до 19 лет принимал участие в товарищеском турнире. Дебютировал в её составе 24 сентября в игре с Австрией.

## Личная жизнь
Старший брат, Ясин, также профессиональный футболист.

## Клубная статистика
| Выступление      | Выступление      | Выступление      | Лига | Лига | Кубки | Кубки | Конт. кубки | Конт. кубки | Итого | Итого |
| Клуб             | Лига             | Сезон            | Игры | Голы | Игры  | Голы  | Игры        | Голы        | Игры  | Голы  |
| ---------------- | ---------------- | ---------------- | ---- | ---- | ----- | ----- | ----------- | ----------- | ----- | ----- |
| АИК              | Алльсвенскан     | 2022             | 2    | 0    | 1     | 0     | 0           | 0           | 3     | 0     |
| АИК              | Итого            | Итого            | 2    | 0    | 1     | 0     | 0           | 0           | 3     | 0     |
| Всего за карьеру | Всего за карьеру | Всего за карьеру | 2    | 0    | 1     | 0     | 0           | 0           | 3     | 0     |